# Topaze (pièce de théâtre)
Pour les articles homonymes, voir Topaze.
Topaze est une pièce de théâtre en quatre actes de Marcel Pagnol créée au théâtre de la Renaissance à Berlin en 1927 puis en France le 10 octobre 1928 au théâtre des Variétés à Paris.

## Argument
Topaze est un maître d'école au sens civique irréprochable et au salaire modeste. Licencié pour s'être montré trop honnête et influencé par les exemples qu'il a sous les yeux, il devient peu à peu malhonnête et heureux de l'être, en se lançant, sous l'influence d'une femme et d'un conseiller municipal peu scrupuleux, dans le monde des affaires.

### Acte I
Topaze est un modeste professeur, amoureux de sa collègue Ernestine, la fille de M. Muche, le directeur de la pension où il enseigne. Ernestine le mène par le bout du nez, lui faisant corriger ses copies ou surveiller ses élèves, ce que Topaze, naïf, prend pour une marque d'affection. Il charge son ami Tamise, également professeur, de tâter discrètement le terrain auprès du père pour une demande en mariage. Arrive alors une jeune femme élégante, Suzy Courtois, tante d'un enfant auquel il donne des cours à l'extérieur de l'établissement. Elle a l'intention d'y faire admettre l'enfant, mais elle se ravise après l'avoir visité. Puis l'honnête Topaze refuse naïvement d'inventer une erreur dans le bulletin de notes du fils d’une baronne, malgré l'insistance du directeur. Sur ce, Tamise révèle étourdiment à Muche l'intention de Topaze d'épouser sa fille. Tout ceci fait que Muche, furieux, licencie Topaze.

### Acte II
Topaze donne une leçon à son élève, chez Suzy Courtois. Celle-ci est la maîtresse d'un conseiller municipal, Régis Castel-Bénac qui, grâce à sa situation, fait des affaires douteuses et lucratives dont Suzy profite largement. Roger, l'homme de paille de Castel-Bénac réclame une plus grosse part des bénéfices, ce que refuse le conseiller municipal. L'affaire en cours devant être traitée sans délai, Suzy lui propose alors d'utiliser le naïf Topaze. Sans se douter de rien, celui-ci accepte d’être le directeur d'une nouvelle agence d'affaires et de signer certains documents à la place de Castel-Bénac. Lorsque Roger (le prête-nom) fait comprendre à Topaze la vraie nature de ces « affaires », Suzy parvient à le dissuader de les dénoncer, prétendant que Castel-Bénac l'oblige à être sa complice ; Topaze accepte alors de se taire et de faire bonne figure au conseiller municipal pour, croit-il, « sauver » Suzy.

### Acte III
Topaze est maintenant directeur d'un cabinet d'affaires, mais sa brillante situation ne le rend pas du tout heureux. Persuadé que « l'argent ne fait pas le bonheur », il est tourmenté par sa conscience et craint à tout moment qu'on vienne l'arrêter ; et il a découvert que Suzy est la maîtresse et complice de Castel-Bénac, et non sa victime. Pourtant, il avoue son amour à Suzy, mais celle-ci ne recherche que son amitié. Il éconduit Muche et Ernestine, prête à se donner à cet ancien soupirant devenu si intéressant. Il n'est plus dupe mais continue malgré tout à servir d’homme de paille à Castel-Bénac.

### Acte IV
Suzy reproche à Castel-Bénac de la tenir à l’écart de sa nouvelle affaire, ce qu’il nie ; en réalité, cette affaire a été lancée par Topaze seul, devenu très élégant et sûr de lui. Il annonce à Castel-Bénac son intention de travailler désormais seul sur des affaires d'envergure. C'est la rupture, le conseiller municipal n'a aucun recours possible contre son ex-prête-nom. Suzy rompt également avec Castel-Bénac, elle va devenir la maîtresse de Topaze. Son ami Tamise qui est resté un honnête professeur lui rend visite. D’abord horrifié et peiné de constater que Topaze est corrompu par l'argent, Tamise ne refuse cependant pas sa proposition de venir travailler avec lui.

## Écriture et création

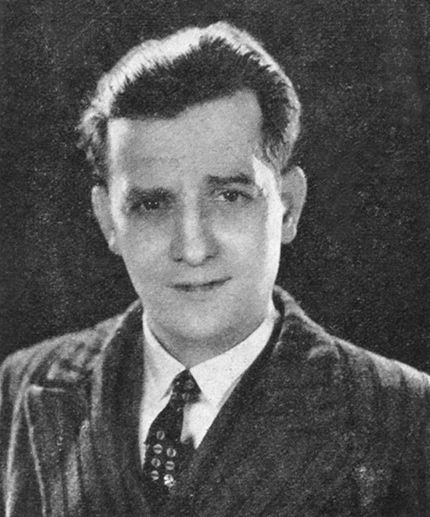
Marcel Pagnol en 1931.

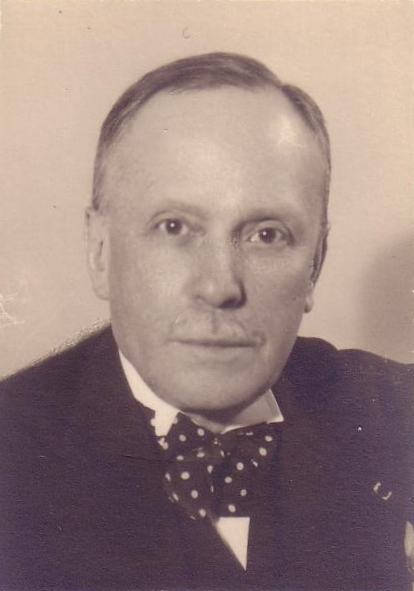
Max Maurey.

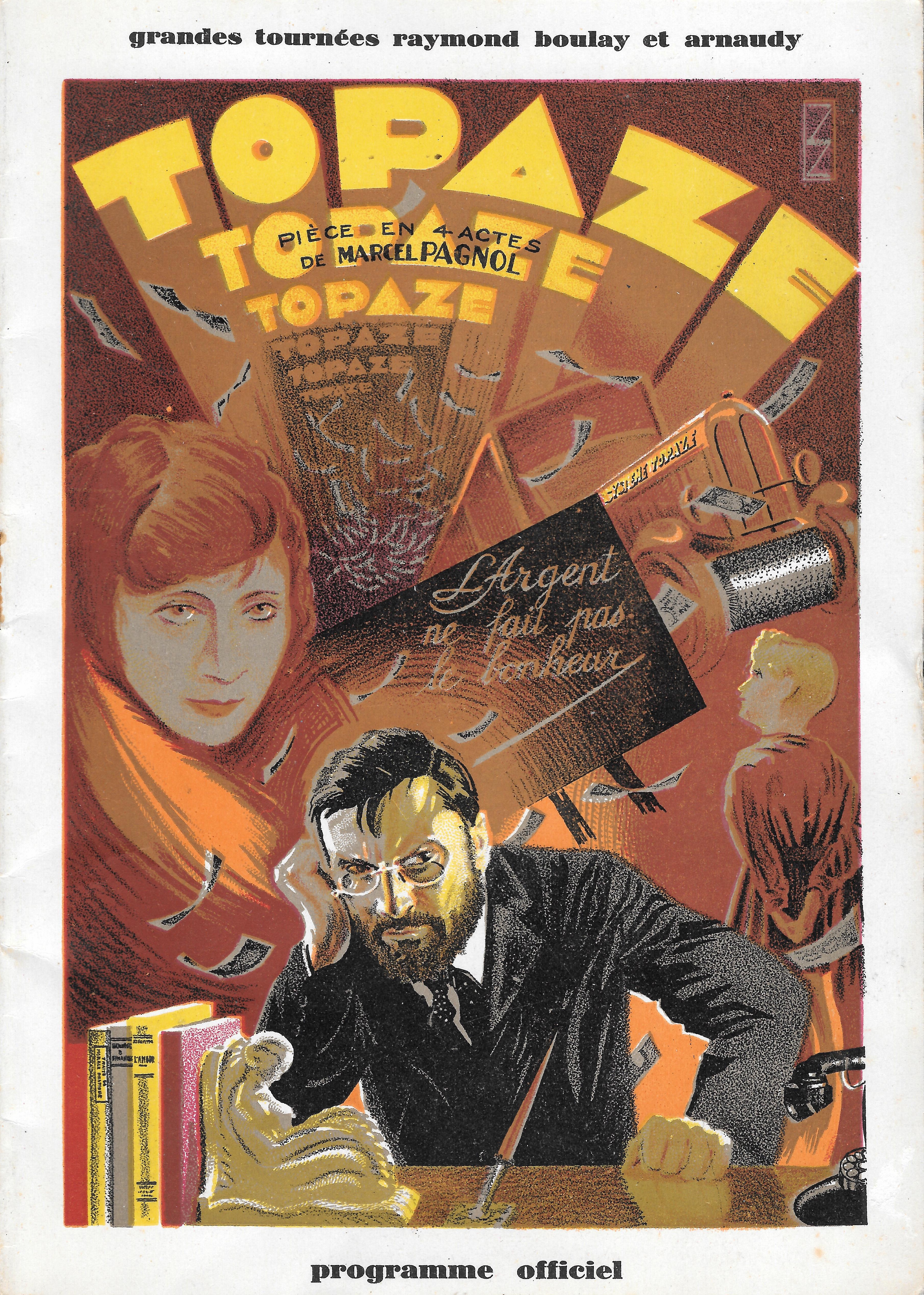
Topaze de Marcel Pagnol Programme de 1929

En 1923, Marcel Pagnol rédige l'ébauche de La Belle et la Bête, l'histoire d'un professeur naïf qu'il appelle dans un premier temps M. Martinet. Provisoirement occupé par  Marius, il termine l'écriture de sa pièce en mai-juin 1927 et la propose alors à la création sous le nom de Monsieur Topaze,.
Pagnol dépose un exemplaire de Monsieur Topaze dans plusieurs théâtres, ceux où se produisent de grands interprètes, mais l'accueil est difficile : Jouvet est intéressé par le rôle et programme la pièce en août 1927 pour la saison d'hiver 1927-1928 de la salle de la Comédie des Champs-Elysées mais le projet ne se fera pas. Max Dearly, lui, veut créer la pièce à Nice mais le Palais de la Méditerranée dont il deviendra le directeur ne sera inauguré qu'en janvier 1929. Quant à Victor Boucher, directeur du théâtre de la Michodière, il est intéressé mais sous réserves d'apporter des modifications à la pièce.
Conseillé par le dramaturge Robert de Machiels, Marcel Pagnol se tourne alors vers l'Allemagne où Eugen Klöpfer accepte de créer le rôle de Monsieur Topaze au théâtre de la Renaissance de Berlin dans une traduction de la pièce en langue allemande qui portera le nom de Der Grosse A.B.C.. La première a lieu à l'automne 1927, le succès est immédiat et la pièce commence une tournée en Allemagne et en Autriche,,.
À Paris, l'accueil reste froid et Max Maurey, alors directeur du théâtre des Variétés, hésite lui aussi à monter cette pièce d'un auteur inconnu et préfère programmer des valeurs sûres comme Louis Verneuil ou Sacha Guitry même si ces pièces ne restent pas longtemps à l'affiche.
C'est finalement sur les conseils d'André Antoine qu'il s'engage à créer Monsieur Topaze pour la saison 1928-1929.
Pour interpréter le rôle principal d'Albert Topaze, Max Maurey choisit André Lefaur, un comédien chevronné que Pagnol considère malgré tout un peu trop âgé pour jouer le personnage ; les réticences de l'auteur disparaissent dès les premières répétitions. L’attribution du rôle de Castel-Bénac à Paul Pauley suscite également quelques doutes vite dissipés. Pierre Larquey, un marchand de jouets qui a gagné un concours de comédiens amateurs, est engagé pour un petit rôle, celui de Tamise, car le comédien initialement prévu ne peut honorer son engagement.
C'est à l'occasion de la générale de la pièce, prévue le 9 octobre 1928 et repoussée le 10, que le titre de la pièce change en Topaze.
Comme en Allemagne depuis un an, elle remporte un grand succès et l'ami de Marcel Pagnol et directeur de l'Alhambra de Lille André Boulay décide avec l'acteur Alexandre Arnaudy d'en co-produire trois tournées. Le succès est retentissant: plus de 3 000 représentations de la pièce seront données en trois ans en France, en Belgique et en Suisse. La pièce est également présentée en Hollande, à New-York, en Égypte et en Amérique du sud où elle sera emmenée par Victor Boucher.
En 1930, soit seulement deux ans après sa création, pas moins de 75 versions de Topaze circulent à l'étranger.
Ce succès apporte la consécration à Marcel Pagnol.
L'œuvre est publiée en 1930 aux éditions Fasquelle et est créée la même année en version anglaise à Broadway avec Frank Morgan dans le rôle-titre.
Après la diffusion de Topaze dans Au théâtre ce soir le 8 avril 1967, enregistrée dans la foulée des représentations au théâtre Hébertot avec Jacques Ardouin dans le rôle-titre, Pagnol écrit en septembre à Jean-Jacques Bricaire[réf. souhaitée] : « Plus jamais ce Topaze dont les comédiens, qui étaient excellents sur la scène, ont été ridicules sur l'écran ! »

## La distribution de la création berlinoise de 1927
Elle donnera au moins 150 représentations
- Eugen Klöpfer puis Max Pallenberg : Albert Topaze

## La distribution parisienne de 1928
Elle donnera 700 représentations de la pièce au Théâtre des Variétés jusqu'en 1931,,.
- André Lefaur : Albert Topaze, 30 ans, professeur à la pension Muche
- Paul Pauley : Régis Castel-Bénac, conseiller municipal d'une grande ville de France ou d'ailleurs
- Pierre Larquey : Tamise, 40 ans, professeur à la pension Muche
- Jeanne Provost : Suzy Courtois, maîtresse de Castel-Bénac
- Marcel Vallée : M. Muche, 48 ans, directeur de la pension
- Lyliane Garcin : Ernestine Muche, 22 ans, sa fille, professeur à la pension Muche
- Georges Chevillot : Le Ribouchon
- Daniel Walter : Séguédille, élève de Topaze
- Guy Derlan : Roger de Berville, 26 ans, jeune homme élégant et prête-nom de Castel-Bénac
- Saint-Paul : le vénérable vieillard, maître-chanteur
- Made Siamé : la baronne Pitart-Vergniolles
- Georges Martel : un agent de police
- Louis Sance : un maître d'hôtel
- Micheline Bernard : Première dactylo
- Monette Thomassin : Deuxième dactylo
- Alice Parys : Troisième dactylo

- Mise en scène : Max Maurey
- Scénographie : Émile Bertin
- Robes de Jeanne Lanvin, André Melnotte-Simonin et Berthe-Hermance

## La distribution de la tournée Boulay-Arnaudy de 1929
Elle donnera 1200 représentations de la pièce en France, en Suisse et en Belgique jusqu'en 1933
- Henry Darbrey : Albert Topaze
- Paul Marthès : Régis Castel-Bénac
- Paul Demange : Tamise
- Marcelle Deslane : Suzy Courtois
- Berger : M. Muche
- Lionelle Sarty : Ernestine Muche
- Roger Mathis : Séguédille
- Eddy Ghilain : Roger de Berville
- André Ramy : le vénérable vieillard
- Germaine Durafour : la baronne Pitart-Vergniolles
- Demarge fils : Le cancre Pitart-Vergniolles
- Robert Maret : un agent de police
- Daniel Lorys : un maître d'hôtel
- Giselle Bach : Première dactylo
- Raymonde Yrvel : Deuxième dactylo

## La distribution de la tournée internationale Arnaudy-Compagnie Suzanne Rissler de 1929
Elle se produira pour deux ans en France, en Egypte, à New-York et au Canada.
- Arnaudy : Albert Topaze
- Paul Asselin : Régis Castel-Bénac
- Hemme : Tamise, 40 ans, professeur à la pension Muche
- Suzanne Rissler : Suzy Courtois
- Héraut : M. Muche, 48 ans, directeur de la pension
- Dolly Fairlé : Ernestine Muche
- Robert Charlys : le vénérable vieillard
- Constant Lungeano : Roger de Berville
- Arnaudy fils : Séguédille
- Marguerite Garcia
- Simone Clairem
- Hélène Petrov
- Gaston Beyrot

## La distribution de la tournée Karsenty de 1929
- Denis d'Inès puis Jacques Baumer : Albert Topaze
- Betty Daussmond : Suzy Courtois
- Henry Richard : Régis Castel-Bénac
- Paul Forget : M. Muche
- Roger Fernay puis Jean Wall : Roger de Berville
- Nita Malber puis Pauline Carton : Ernestine Muche
- Jany Caseneuve puis Maximillienne Max puis Yo Maurel : la baronne Pitart-Vergniolles
- Marcel Lyris : Tamise
- Marc Lomon puis Maurice Varny : le vénérable vieillard
- André Robert : un agent de police
- Jane Davelly puis Mad Pradyll : La Première dactylo
- Decandt :décors et scénographie
- Berthe-Hermance : Toilettes
- Hélène Thibault : Chapeaux
- Kriegck : Vêtements

## Interprètes notables du rôle de Topaze

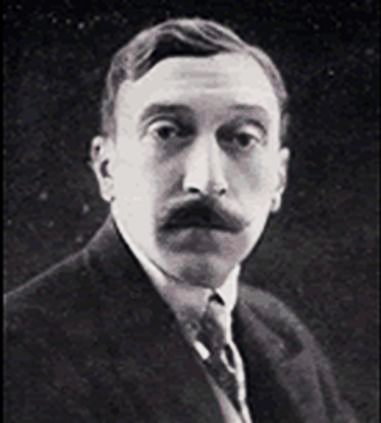
André Lefaur vers 1925.

### Sur scène
Sous la direction artistique de Marcel Pagnol et dans le cadre de la création de la pièce et de ses différentes tournées, de 1927 à 1929.
- Eugen Klöpfer puis Max Pallenberg, créateurs du rôle à Berlin (1927, théâtre de la Renaissance)
- André Lefaur (1928-1930, Théâtre des variétés)
- Alexandre Arnaudy (1928, tournée Arnaudy-Rissler)
- Henry Darbrey (1929-1932, tournée Boulay-Arnaudy)
- Jacques Baumer (1929-1930, tournée Karsenty)

Lors de reprises de la pièce.
- Raymond Pellegrin (1945)
- Fernand Gravey (1957, théâtre du Gymnase)
- Jacques Ardouin (1966, théâtre Hébertot)
- Henri Tisot (1977, théâtre Saint-Georges)
- Francis Perrin (1993, théâtre de la Madeleine)[19]

### À l'écran
- Louis Jouvet (1933)
- John Barrymore (1933)
- Alexandre Arnaudy (1936)
- Fernandel (1951)
- Peter Sellers (1961)

## Adaptations
La pièce a fait l'objet de nombreuses adaptations cinématographiques, dont deux réalisées par Pagnol lui-même :
- Topaze (1933), film français de Louis Gasnier, avec Louis Jouvet dans le rôle-titre
- Topaze (1933), film américain de  Harry d'Abbadie d'Arrast, avec John Barrymore dans le rôle-titre
- Yacout (1934), film égyptien de  Naguib el-Rihani et Willy Rozier, avec Nagib El-Rihani dans le rôle-titre[20]
- Topaze (1936), film français de  Marcel Pagnol, avec Alexandre Arnaudy dans le rôle-titre
- Huaxin (« Le Monde de l'or et de l’argent », 1939), film chinois de  Li Pingqian[21]
- Topaze (1951), film français de Marcel Pagnol, avec Fernandel dans le rôle-titre
- Topaze (1956), téléfilm français de  Jean Kerchbron
- Mr. Topaze (1961), film britannique de  Peter Sellers, avec Peter Sellers dans le rôle-titre
- Topaze (1963), film suédois de  Jan Molander

## Éditions
- Topaze, Paris, éditions Fasquelle, 1930
- Topaze (ill. Albert Dubout), Monte-Carlo, éditions du Livre, 1952
- Topaze (ill. Jean Gradassi), Paris, éditions du Panthéon, 1955
- Topaze, Paris, éditions de Fallois, juin 2008, 256 p. (ISBN 978-2-87706-516-0)